# 瓦特 (匈牙利)
瓦特，是匈牙利沃什州所辖的一个村，总面积23.27平方公里，总人口677，人口密度29.1人/平方公里（2010年1月1日）。